# Nationale Vergadering (Tsjecho-Slowakije)

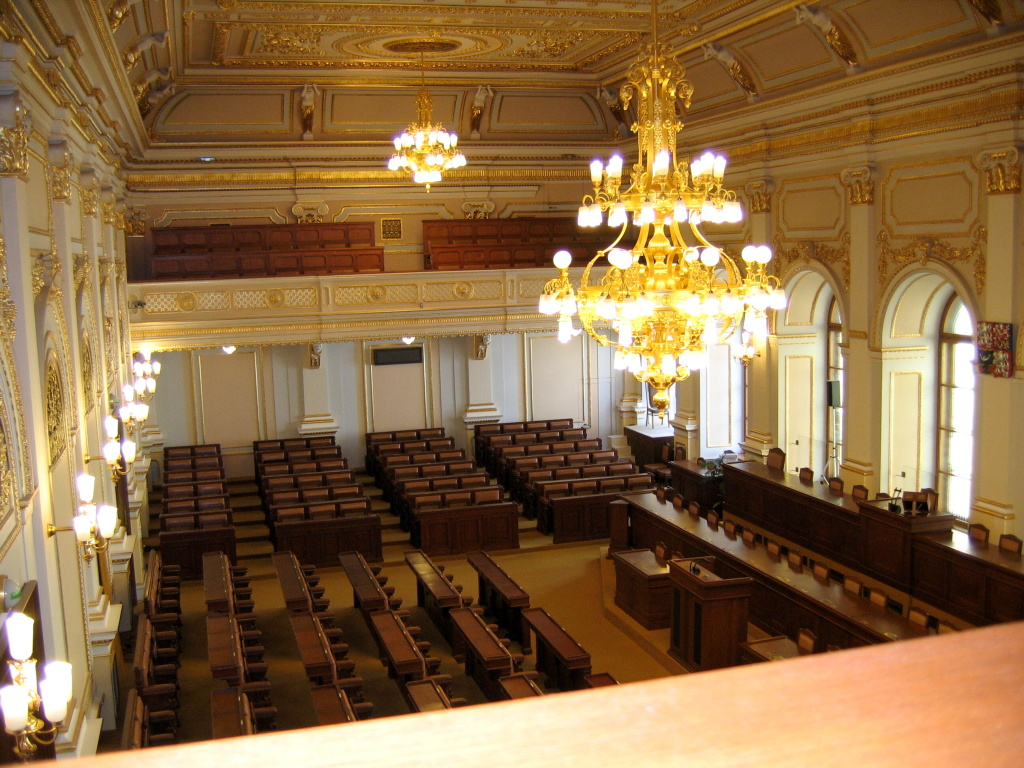
Zaal waar de Senaat gevestigd was in het Thun Paleis, Praag

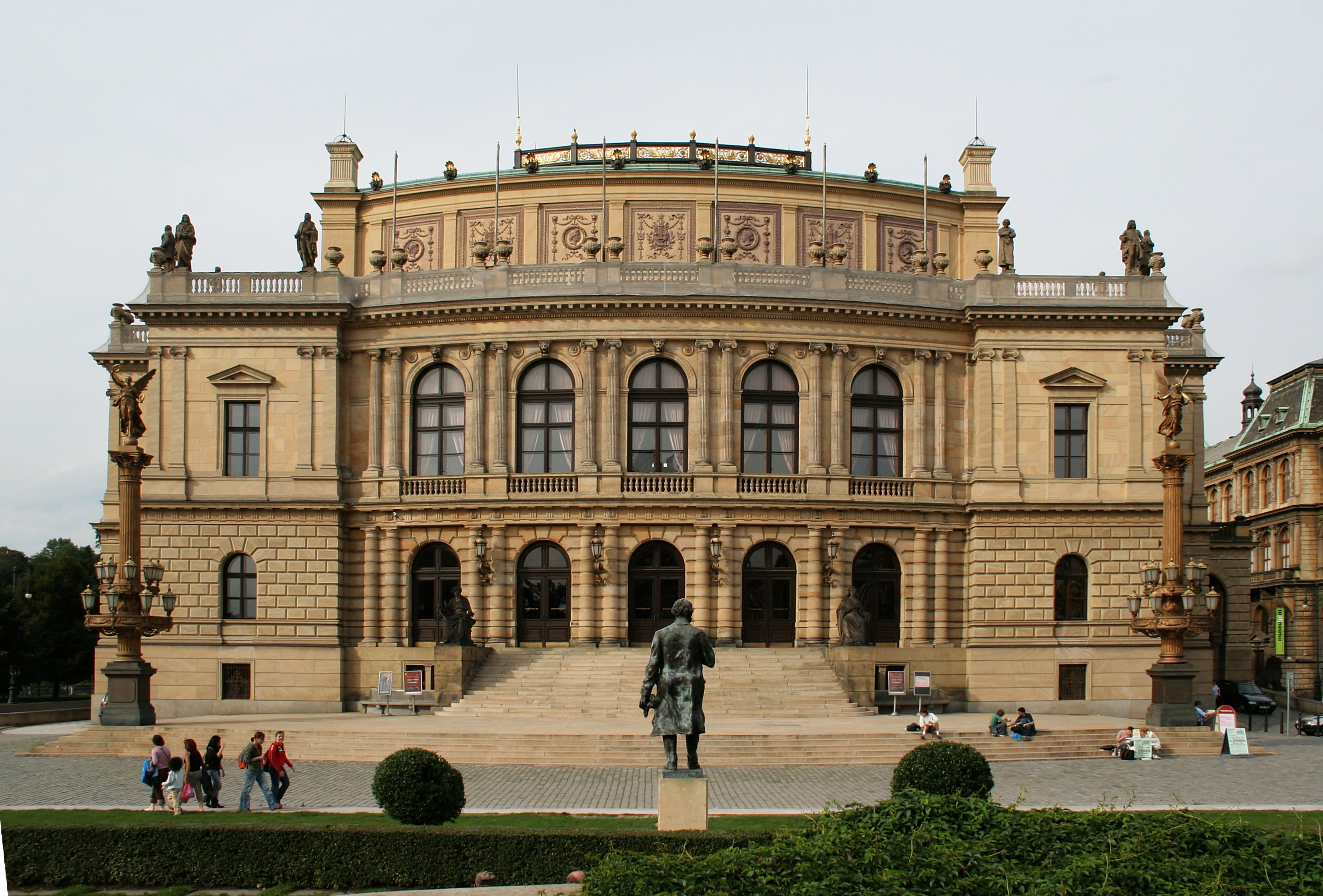
Het Rudolfinum in Praag waar de Kamer van Afgevaardigden was gevestigd

De Nationale Vergadering (Tsjechisch: Národní shromáždění; Slowaaks: Národné zhromaždenie) was tussen 1920 en 1969 de benaming van het parlement van Tsjecho-Slowakije.
Tot 1939 telde het parlement twee kamers:
- Het lagerhuis droeg de naam Kamer van Afgevaardigden (Poslanecké sněmovny/ poslaneckej snemovne) en telde 300 leden[1][2];
- Het hogerhuis droeg de naam Senaat (Senátu) en bestond uit 150 leden.[2]

Na de Tweede Wereldoorlog, met de oprichting van de Derde Tsjecho-Slowaakse Republiek besloot men over te gaan naar een eenkamerstelsel met de naam Nationale Vergadering. In 1969 kreeg Tsjecho-Slowakije opnieuw een tweekamerparlement, namelijk de Federale Vergadering (Federální shromáždění/ Federálne zhromaždenie).

## Verkiezingen
Verkiezingen voor de beide Kamers van het parlement vonden gedurende de Eerste Tsjecho-Slowaakse Republiek (1918-1938) - in de regel - om de vijf jaar plaats.

### Verkiezingen tijdens deEerste Tsjecho-Slowaakse Republiek(1918-1938)

Het wapen van Tsjecho-Slowakije van 1961 tot 1989

- Tsjecho-Slowaakse parlementsverkiezingen 1920
- Tsjecho-Slowaakse parlementsverkiezingen 1925
- Tsjecho-Slowaakse parlementsverkiezingen 1929
- Tsjecho-Slowaakse parlementsverkiezingen 1935
- Tsjecho-Slowaakse parlementsverkiezingen 1946

### Verkiezingen tijdens deDerde Tsjecho-Slowaakse Republiek(1948-1960) en deTsjecho-Slowaakse Socialistische Republiek(1960-1964)[3]
- Tsjecho-Slowaakse parlementsverkiezingen 1948
- Tsjecho-Slowaakse parlementsverkiezingen 1954
- Tsjecho-Slowaakse parlementsverkiezingen 1960
- Tsjecho-Slowaakse parlementsverkiezingen 1964

## Voorzitters

### Voorzitters van de Senaat
- 1920 Cyril Horáček
- 1920–1924 Karel Prášek
- 1924–1926 Václav Donát
- 1926 Václav Klofáč
- 1926–1929 Mořic Hruban
- 1929–1939 František Soukup

### Voorzitters van de Kamer van Afgevaardigden
- 1920–1925 František Tomášek
- 1925–1932 Jan Malypetr
- 1932–1935 František Staněk
- 1935 Bohumír Bradáč
- 1935–1939 Jan Malypetr

### Voorzitter van de Nationale Vergadering
- 1948-1953 Oldřich John
- 1953-1964 Zdeněk Fierlinger
- 1964-1968 Bohuslav Laštovička
- 1968-1969 Josef Smrkovský

## Verwijzingen
Abchazië: Parlement · 
Albanië: Kuvendi · 
Andorra: Consell General de les Valls · 
Armenië: Azgayin Zhoghov · 
Azerbeidzjan: Milli Məclis · 
België: Federaal Parlement (Senaat en Kamer) · 
Bosnië en Herzegovina: Parlementarna Skupština · 
Bulgarije: Narodno Sobranie · 
Cyprus: Vouli ton Antiprosópon · 
Denemarken: Folketing · 
Duitsland: Bundestag (en Bundesrat) · 
Estland: Riigikogu · 
Finland: Eduskunta · 
Frankrijk: Parlement (Assemblée nationale en Sénat) · 
Georgië: Parlement · 
Griekenland: Vouli · 
Hongarije: Országgyűlés · 
Ierland: Oireachtas (Dáil en Seanad) · 
IJsland: Alþingi · 
Italië: Parlement (Kamer en Senaat) · 
Kazachstan: Parlamenti (Majilis en Senaat) · 
Kosovo: Assemblee · 
Kroatië: Sabor · 
Letland: Saeima · 
Liechtenstein: Landtag · 
Litouwen: Seimas · 
Luxemburg: Chambre · 
Macedonië: Sobranie · 
Malta: Il-Kamra · 
Moldavië: Parlamentul · 
Monaco: Conseil National · 
Montenegro: Skupština · 
Nagorno-Karabach: Azgayin Zhoghov · 
Nederland: Staten-Generaal (Eerste Kamer en Tweede Kamer) · 
Noord-Cyprus: Cumhuriyet Meclisi · 
Noorwegen: Storting · 
Oekraïne: Verchovna Rada · 
Oostenrijk: Nationalrat · 
Polen: Sejm (en Senat) · 
Portugal: Assembleia da Republica · 
Roemenië: Camera Deputaţilor · 
Rusland: Federatieve vergadering (Staatsdoema en Federatieraad) · 
San Marino: Consiglio Grande e Generale · 
Servië: Narodna skupština · 
Slowakije: Národná Rada · 
Slovenië: Državni Zbor en Državni Svet · 
Spanje: Cortes Generales (Senado en Congreso de los Diputados) · 
Transnistrië: Opperste Sovjet · 
Tsjechië: Parlament (Senaat en Kamer van Afgevaardigden) · 
Turkije: Meclis · 
Verenigd Koninkrijk: Parliament (House of Commons en House of Lords) · 
Wit-Rusland: Nationale Vergadering (Huis van Afgevaardigden en Raad van de Republiek) · 
Zuid-Ossetië: Parlement · 
Zweden: Riksdag · 
Zwitserland: Bondsvergadering (Nationale Raad en Kantonsraad)
Cursief: wijst op een niet of slechts deels erkende staat